# Down on the Drag
| Recensione              | Giudizio    |
| ----------------------- | ----------- |
| AllMusic                | [ 2 ]       |
| Robert Christgau        | B+          |
| Sputnikmusic            | 3.5 (Great) |
| Piero Scaruffi          | [ 5 ]       |
| Dizionario del Pop-Rock | [ 6 ]       |
| 24.000 dischi           | [ 7 ]       |

Down on the Drag è il terzo album discografico di Joe Ely, pubblicato dalla casa discografica MCA Records nel marzo del 1979.

## Tracce
Lato A
1. Fools Fall in Love – 4:10 (Butch Hancock)
2. B. B. Q. & Foam – 3:43 (Ed Bizard)
3. Standin' at the Big Hotel – 4:09 (Butch Hancock)
4. Crazy Lemon – 3:48 (Joe Ely)
5. Crawdad Train – 3:21 (Joe Ely)

Lato B
1. In Another World – 3:27 (Butch Hancock)
2. She Leaves You Where You Are – 3:33 (Joe Ely)
3. Down on the Drag – 4:42 (Butch Hancock)
4. Time for Travelin' – 4:12 (Joe Ely)
5. Maria – 4:01 (Joe Ely)

## Musicisti
Band Members
- Joe Ely - voce, chitarra (non accreditato nella lista musicisti dell'album)
- Lloyd Maines - chitarra steel, chitarra slide, chitarra ritmica, accompagnamento vocale-coro
- Steve Keeton - batteria
- Jesse Taylor - chitarra elettrica
- Ponty Bone - accordion
- Gregg Wright - basso, accompagnamento vocale-coro

Altri musicisti
- Ed Vizard - sassofono
- Richard Bowden - fiddle
- Dink Thomas - throat whistle (brano: Crawdad Train)
- David Mason - tastiere
- Peter West - accompagnamento vocale-coro

Note aggiuntive
- Bob Johnston - produttore
- Registrato e remixato al Kaye Smith Studios di Seattle, stato di Washington (Stati Uniti)
- Tom Flye - ingegnere delle registrazioni e del remixaggio
- Mastering effettuato al Sterling Sound Inc. di New York
- Greg Calbi - ingegnere mastering
- Jim Shea - fotografia
- Norman Moore - art direction e design album[10]